# Simone Simon
Simone Simon (Marseille, 23 april 1910 - Parijs, 22 februari 2005) was een Frans actrice.
Haar meest memorabele rollen waren die van de geraffineerde minnares van Jean Gabin in La Bête humaine (1938) en van de vrouw die in een panter veranderde in Cat People (1942). Haar carrière omvatte een veertigtal films.

## Leven en werk

### Afkomst en eerste stappen in de filmwereld
Simon werd in Marseille geboren. Haar Italiaanse moeder en Franse vader scheidden toen ze drie jaar was. Haar moeder en haar stiefvader verhuisden naar Madagaskar. Ze kwamen terug naar Frankrijk en Simon ging studeren in Berlijn, Boedapest en Turijn. Als adolescente werkte ze een tijdje als  mannequin en ontwerpster van kleden. Ze nam figurantenrollen aan in toneelstukken en in films. In 1931 kreeg ze haar eerste rol aangeboden door Victor Tourjansky in diens muzikale komedie Le Chanteur inconnu. Vier jaar later vertolkte ze de vrouwelijke hoofdrol naast Jean-Pierre Aumont in Les yeux noirs van dezelfde cineast. Ze deed verder ervaring op in onder meer komedies van Carmine Gallone en in twee komedies (met Raimu in de hoofdrol) van Marc Allégret met wie ze een relatie begon.

### Eerste succes onder de vleugels van Marc Allégret
In 1934 behaalde Simon haar eerste persoonlijk succes in de tragikomedie Lac aux dames van Marc Allégret. Haar natuurlijke manier van acteren, haar ietwat kinderlijke charme en haar katachtige glimlach vielen erg in de smaak bij het publiek. Het jaar daarop gaf Allégret haar opnieuw de romantische hoofdrol in een andere tragikomedie, Les Beaux Jours. Voor de derde keer acteerde Simon aan de zijde van Aumont. Ze verkreeg al heel vlug de status van vedette waardoor Hollywood in haar geïnteresseerd geraakte. 

### Hollywood aller retour enLa Bête humaine
Darryl F. Zanuck van Twentieth Century Fox was onder de indruk van haar talent en liet haar uit Frankrijk overkomen. In Hollywood speelde ze onder regie van onder meer Frank Lloyd en Allan Dwan. Haar verblijf in Hollywood was echter geen denderend succes en Simon besloot terug te keren naar Frankrijk. Jean Renoir vroeg haar voor zijn noodlotsdrama La Bête humaine (1938), gebaseerd op de gelijknamige naturalistische roman van Émile Zola. Simon zette met veel verve de wellustige en uitgekookte vrouw neer die haar minnaar Jean Gabin aanpraatte haar echtgenoot te vermoorden.

### Opnieuw Hollywood:Cat People
Aan het begin van de Tweede Wereldoorlog ging ze opnieuw naar de Verenigde Staten. Haar tweede verblijf was vruchtbaarder. Simon incarneerde er de vrouw die in een panter veranderde wanneer ze de liefde bedreef, in de cultfilm Cat People (1942) van de naar Hollywood uitgeweken Franse cineast Jacques Tourneur. Een sequel volgde spoedig. Ze sloot haar tweede Amerikaanse periode af met de rol van heroïsche en patriottische prostituee in Mademoiselle Fifi (1944), naar het gelijknamige korte verhaal van Guy de Maupassant.

### Terug in Frankrijk en laatste schaarse rollen
Na de oorlog keerde Simon terug naar Frankrijk. Ze speelde nog mee in een tiental films. Marc Allégret maakte in zijn komedie Pétrus (1946) een laatste keer gebruik van haar talent. Simon werkte in de jaren vijftig nog mee aan twee films van Max Ophüls: in La Ronde (1950) was ze kamermeisje, in de sketch Le Modèle van het drieluik Le Plaisir (1952), opnieuw naar Maupassant, vertolkte ze een naaktmodel. Haar laatste filmrol was haar verschijning in La Femme en bleu (1973) van Michel Deville.
Simon overleed in 2005 op 94-jarige leeftijd in Parijs. Ze was nooit gehuwd en had geen kinderen.

## Filmografie (selectie)
- 1931 - Le Chanteur inconnu (Victor Tourjansky)
- 1931 - On opère sans douleur (Jean Tarride)
- 1931 - Durand contre Durand (Léo Joannon)
- 1931 - Mam'zelle Nitouche (Marc Allégret)
- 1932 - La Petite Chocolatière (Marc Allégret)
- 1932 - Prenez garde à la peinture (Henri Chomette)
- 1932 - Un fils d'Amérique (Carmine Gallone)
- 1932 - Le Roi des palaces (Carmine Gallone)
- 1933 - L'Étoile de Valencia (Serge de Poligny)
- 1933 - Le Voleur (Maurice Tourneur)
- 1934 - Lac aux dames (Marc Allégret)
- 1935 - Les Beaux Jours (Marc Allégret)
- 1935 - Les Yeux noirs (Victor Tourjansky)
- 1936 - Under two flags  (Frank Lloyd)
- 1936 - Ladies in Love (Edward H. Griffith)
- 1937 - Seventh Heaven (Henry King)
- 1938 - Josette (Allan Dwan)
- 1938 - La Bête humaine (Jean Renoir)
- 1940 - Cavalcade d'amour (Raymond Bernard)
- 1941 - The Devil and Daniel Webster (of All That Money Can Buy) (William Dieterle)
- 1942 - Cat People (Jacques Tourneur)
- 1944 - The Curse of the Cat People (Gunther von Fritsch en Robert Wise)
- 1944 - Mademoiselle Fifi (Robert Wise)
- 1946 - Pétrus (Marc Allégret)
- 1950 - Donne senza nome (Femmes sans nom) (Géza von Radványi)
- 1950 - La Ronde (Max Ophüls)
- 1950 - Olivia (Jacqueline Audry)
- 1952 - Le Plaisir (Max Ophüls) (sketch 3 : Le Modèle)
- 1967 - La Prisonnière (Henri-Georges Clouzot) (alleen verschijning)
- 1973 - La Femme en bleu (Michel Deville)